# Decalepis arayalpathra
Decalepis arayalpathra är en oleanderväxtart som först beskrevs av J. Joseph och V. Chandrasekaran, och fick sitt nu gällande namn av Venter. Decalepis arayalpathra ingår i släktet Decalepis och familjen oleanderväxter. Inga underarter finns listade i Catalogue of Life.